# Gruta dos Enxaréus

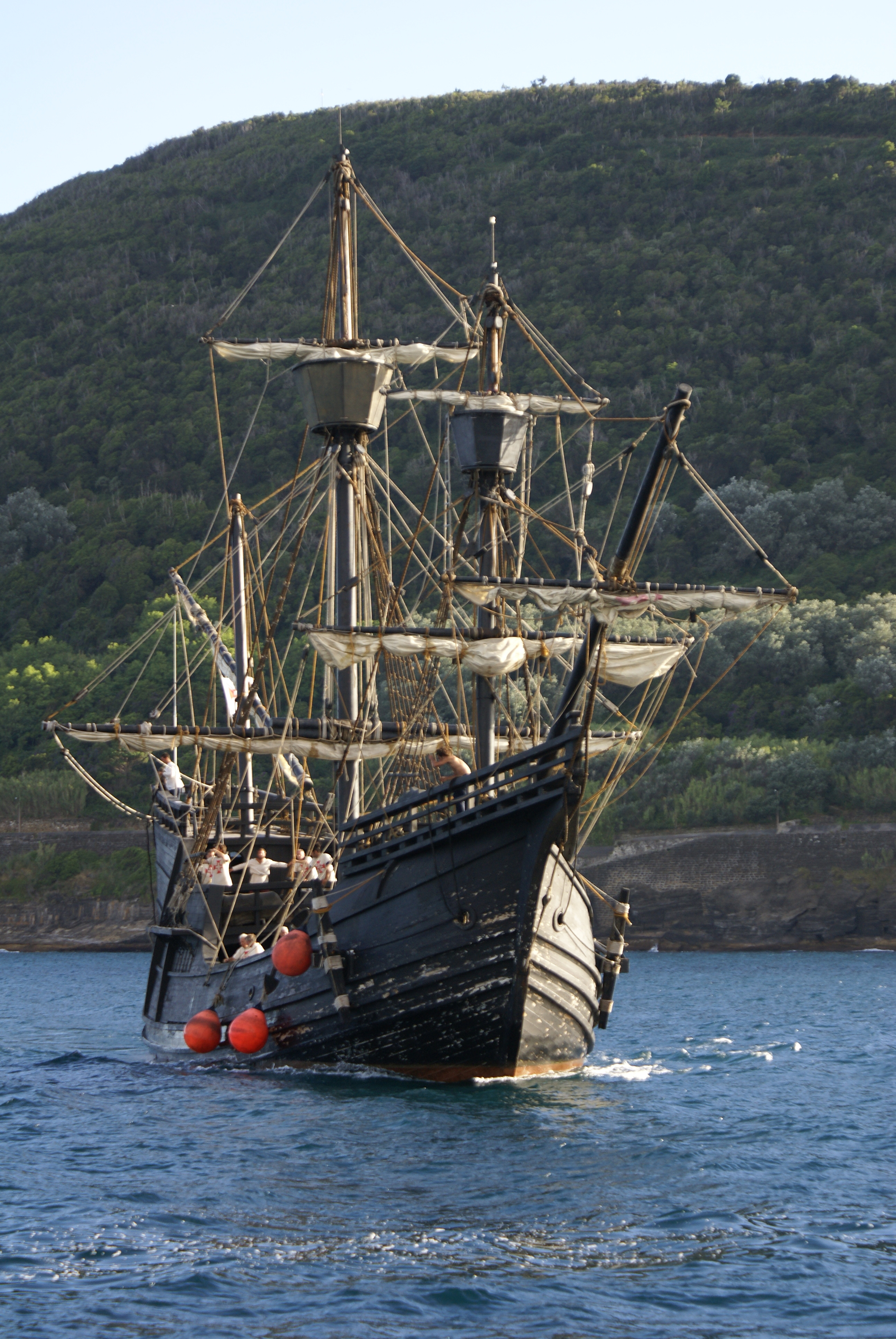
Galeão.

A Gruta dos Enxaréus, é uma formação geológica peculiar localizada no promontório da Ponta da Caveira, na costa Este, próxima à freguesia da Caveira, concelho de Santa Cruz das Flores, ilha das Flores, arquipélago dos Açores.
Encontra-se a 1,5 milhas marítimas do Porto de Santa Cruz das Flores e a 3,5 milhas marítimas do Porto das Lajes das Flores, dentro das Coordenadas geográficas de Latitude 39º25.592'N e Longitude 31º08.298'W e dada a sua localização esta gruta só pode ser visitável de barco.
Esta gruta de origem vulcânica apresenta-se como uma grande cavidade situada sita na base da falésia, junto ao mar. Tem cerca de 50 metros de comprimento, 25 de altura e mais de 15 de profundidade, onde podem penetrar embarcações de médio porte.
Os fundos marítimos desta gruta e imediações do promontório onde se enquadra, incluindo os fundos do interior das fendas e de outras grutas localizadas no mesmo promontório são formados principalmente, por calhaus rolados, blocos rochosos basálticos e pequenas clareiras de areia. São povoadas por uma enorme variedade de algas que se espalham desde o fundo à parede rochosa circundante.
É possível observar nesta gruta uma grande variedade de vida marinha, sendo habitual a realização de mergulhos de observação desde junto à gruta como também ao longo da falésia e ao extremo do Ponta da Caveira.
A cota de profundidade tanto na gruta como na costa circundante é bastante o variável, dados os acentuados acidentes geológicos de origem vulcânica e também a variedade dos fundos que vão desde zonas de areias até a rochas basálticas de grande dimensão.
Assim, surgem profundidades da ordem dos 17 metros junto ao início da falésia do promontório aumentando a profundidade na direcção do Este, ao longo da parede rochosa que rapidamente chega a cota dos 25 metros.

## História Gruta da Enxaréus
Esta formação geológica tem uma curiosa história que se inicia com o povoamento dos Açores, com as rotas comercias que passavam por estes mares ocidentais do arquipélago à socapa das naus da Carreira da Índia.
Foi assim durante séculos usada como esconderijo de piratas, corsários e contrabandistas, e é hoje uma das grandes atracções da ilha das Flores.
Faz parte dos roteiros turísticos da ilha, sendo possível lá chegar por barco.
Deve ter-se em atenção que por esta altura muitos dos homens da ilha do Corvo, ali mesmo ao lado, iam buscar parte dos seus rendimentos ao trabalho que faziam nas embarcações piratas e que certamente eram conhecedores das costas das ilhas.
Fauna Observável na gruta e suas imediações:

## Faunaefloraobservável
- Arreião (Myliobatis aquila),
- Água-viva (Pelagia noctiluca),
- Alga vermelha (Asparagopsis armata),
- Anêmona-do-mar (Alicia mirabilis),
- Alface do mar (Ulva rígida)
- Ascídia-flor (Distaplia corolla),
- Asparagopsis armata,
- Aglophenia tubulifera,
- Abrótea (Phycis phycis),
- Barracuda (Sphyraena),
- Boga (Boops boops),
- Bodião (labrídeos),
- Castanhetas-amarelas (Chromis limbaíai),
- Castanhetas-pretas (Abudefduflundus),
- Caravela-portuguesa (Physalia physalis),
- Chicharro (Trachurus picturatus).
- Craca (Megabalanus azoricus).
- Estrela-do-mar (Ophidiaster ophidianus),
- Garoupa (Serranus atricauda),
- Lírio (Campogramma glaycos),
- Mero (Epinephelus itajara),
- Moreia-preta (Muraena augusti),
- Ouriço-do-mar-negro (Arbacia lixula),
- Peixes-rainha (Thalassoma pavo),
- Peixe-cão (Bodianus scrofa),
- Peixe-porco (Balistes carolinensis),
- Peixe-balão (Sphoeroides marmoratus),
- Peixe-rei (Coris julis),
- Polvo (Octopus vulgaris),
- Pomatomus saltator,
- Polychaeta,
- Ratão (Taeniura grabata),
- Sargos (Diplodus sargus cadenall),
- Salmonete (Mullus surmuletus),
- Trachurus picturatus,
- Vejas (Spansoma cretense),
- Zonaria flava,